# Цеца и Аркан
Цеца и Аркан је телевизијски специјал из 1995. године у режији Мике Алексића. Произвео га је ПГП РТС, док је приказан 19. фебруара 1995. године на РТС-у 1. Приказује венчање Цеце и Аркана, који су били међу најутицајнијим особама у тадашњој Савезној Републици Југославији.

## Радња
Пре самог поласка по младу у Житорађу, протојереј Живојин Тодоровић у породичној кући Жељка Ражнатовића у Љутице Богдана одржао је молитву за срећан пут, након чега се Аркан у колони од 60 џипова запутио ка Житорађи како би довео младу у свој дом.
Долазак сватова у Житорађу био је око 9 часова, на челу са домаћином свадбе Јанком Ражнатовићем (Арканов стриц), војводом Вуком Вуковићем, барјактаром најстаријим Аркановим сином Михајлом Ражнатовићем, младожењиним кумом Бориславом Прелевићем, младином кумом водитељком Мајом Павић, девером Стојаном Новаковићем и старим сватом Крстом Ражнатовићем.
Аркан је за свадбу обукао црногорску народну ношњу, док је Цеца била у српској ношњи. У младину кућу, како обичаји налажу, није могло да се уђе док младожења не обори јабуку. Аркан је успео из шестог пута да растури јабуку пушком, што је значило да младожењини сватови могу ући у младину кућу.
И даље према традиционалним обичајима, младу је продавала њена млађа сестра Лидија, која је добила више хиљада марака, златан часовник, дијамантску наруквицу, Арканов часовник са руке, златан прстен који је такође припадао младожењи, сат од старог свата, дијамантски прстен. И после више од 20 минута ценкања, млада је била купљена. Цецу је пред сватове извела сестра Лидија. Тада су испоштовани обичаји доношења венчанице, пробање ципеле — када је девер Стојан Новаковић Цеци у ципелу убацио по један дукат, а затим даривање младе од стране осталих сватова.
Након свих обичаја, Цеца се пресвукла у венчаницу. Мајка Мира је китила музиканте новчаницама, док се отац Слоба са сузама у очима опростио од ћерке. Цеца је испред своје куће повела коло, након чега су се сватови како са младожењине тако и са младине стране запутили у Београд како би се обавила церемонија венчања.
Црквено венчање Цеце и Аркана одржано је у цркви Светог архангела Гаврила у Београду. Свету тајну склапања брака одржали су протојереј Живојин Тодоровић, старешина цркве и парох, протојереј Периша Вранић парох, и протођакон Владо Никић и Радомир Перчић, професори богословије.
Након што су обавили све обичаје, Цеца и Аркан су се запутили у београдски ресторан, где је организована гала прослава, али и грађанско венчање у присуству кумова Борислава Прелевића и Маје Павић. Цеца је тада званично променила девојачко презиме Величковић у Ражнатовић. Након венчања пресвукла се у белу елегантну хаљину, док је Аркан обукао црно елегантно одело.
У препуној сали престоничког хотела биле су бројне званице. Певачица Мира Шкорић, Зорица Брунцлик са супругом Мирољубом Аранђеловићем Кемишом, Нада Топчагић, Мирко Кодић, Марина Туцаковић и Александар Радуловић Фута, Раде Јоровић, Мисица Дајана, као и многи други.